# Baranivka
Baranivka (tiếng Ukraina: Баранівка) là một thành phố của Ukraina. Thành phố này thuộc tỉnh Zhytomyr. Thành phố này có diện tích ? km2, dân số theo điều tra dân số năm 2001 là 12584 người.